# Wahlkreis Pistoia (Camera dei deputati)
Der Wahlkreis Pistoia war von 1993 bis 2005 und von 2017 bis 2020 ein Wahlkreis (italienisch collegio elettorale) für die Wahl der Abgeordnetenkammer.

## Von 1993 bis 2005

### Wahlkreisgebiet
| Wahlkreise – Camera dei deputati – Toskana | Wahlkreise – Camera dei deputati – Toskana | Wahlkreise – Camera dei deputati – Toskana |
| Provinz                                    | Provinz                                    | Gemeinden nach Provinzen ⮞ Wahlkreis |
| ------------------------------------------ | ------------------------------------------ | --- |
|                                            | Provinz Arezzo (39 Gemeinden)              | 11 ⮞ Wahlkreis Arezzo 21 ⮞ Wahlkreis Montevarchi 7 ⮞ Wahlkreis Cortona |
|                                            | Provinz Florenz (44 Gemeinden)             | Teil von Florenz ⮞ Wahlkreis Florenz 1 Teil von Florenz ⮞ Wahlkreis Florenz 2 Teil von Florenz ⮞ Wahlkreis Florenz 3 14 + Teil von Florenz ⮞ Wahlkreis Florenz – Pontassieve 10 ⮞ Wahlkreis Bagno a Ripoli 8 ⮞ Wahlkreis Empoli 6 ⮞ Wahlkreis Scandicci 5 ⮞ Wahlkreis Sesto Fiorentino |
|                                            | Provinz Grosseto (28 Gemeinden)            | 10 ⮞ Wahlkreis Grosseto 17 ⮞ Wahlkreis Massa Marittima 1 ⮞ Wahlkreis Piombino |
|                                            | Provinz Livorno (20 Gemeinden)             | 1 + Teil von Livorno ⮞ Wahlkreis Livorno – Collesalvetti 2 + Teil von Livorno ⮞ Wahlkreis Livorno – Rosignano Marittimo 16 ⮞ Wahlkreis Piombino |
|                                            | Provinz Lucca (35 Gemeinden)               | 3 ⮞ Wahlkreis Lucca 26 ⮞ Wahlkreis Capannori 4 ⮞ Wahlkreis Viareggio 2 ⮞ Wahlkreis Massa |
|                                            | Provinz Massa-Carrara (17 Gemeinden)       | 2 ⮞ Wahlkreis Massa 15 ⮞ Wahlkreis Carrara |
|                                            | Provinz Pisa (39 Gemeinden)                | 3 ⮞ Wahlkreis Pisa 10 ⮞ Wahlkreis Cascina 25 ⮞ Wahlkreis Pontedera 1 ⮞ Wahlkreis Viareggio |
|                                            | Provinz Pistoia (22 Gemeinden)             | 8 ⮞ Wahlkreis Pistoia 12 ⮞ Wahlkreis Montecatini Terme 2 ⮞ Wahlkreis Prato – Montemurlo |
|                                            | Provinz Prato (7 Gemeinden)                | 2 + Teil von Prato ⮞ Wahlkreis Prato – Carmignano 4 + Teil von Prato ⮞ Wahlkreis Prato – Montemurlo |
|                                            | Provinz Siena (36 Gemeinden)               | 11 ⮞ Wahlkreis Siena 11 ⮞ Wahlkreis Cortona 14 ⮞ Wahlkreis Massa Marittima |

Der Wahlkreis umfasste 8 Gemeinden: Abetone, Cutigliano, Pistoia, Piteglio, Quarrata, Sambuca Pistoiese, San Marcello Pistoiese und Serravalle Pistoiese.

### Wahlergebnisse

#### Parlamentswahl 1994

##### Direktstimmen
| Kandidaten               | Kandidaten                  | Parteien                                 | Stimmen | %    |
| ------------------------ | --------------------------- | ---------------------------------------- | ------- | ---- |
|                          | Renzo Innocentigewählt      | Progressisti                             | 47.095  | 48,7 |
|                          | Antonio Ludovico Principato | Polo delle Libertà (FI – LN – CCD – UdC) | 22.485  | 23,2 |
|                          | Beppino Montalti            | Patto per l’Italia                       | 15.368  | 15,9 |
|                          | Valeriano Belliti           | Alleanza Nazionale                       | 11.770  | 12,2 |
| Gesamt                   | Gesamt                      | Gesamt                                   | 96.718  | 100  |
|                          |                             |                                          |         |      |
| Ungültige Stimmen        | Ungültige Stimmen           | Ungültige Stimmen                        | 8.051   | 7,7  |
| Wähler                   | Wähler                      | Wähler                                   | 104.769 | 90,5 |
| Wahlberechtigte          | Wahlberechtigte             | Wahlberechtigte                          | 115.810 |      |
|                          |                             |                                          |         |      |
| Quelle: Innenministerium |                             |                                          |         |      |

##### Listenstimmen
| Parteien                             | Parteien                        | Parteien                           | Stimmen | %    |
| ------------------------------------ | ------------------------------- | ---------------------------------- | ------- | ---- |
|                                      | Progressisti                    | Partito Democratico della Sinistra | 31.649  | 31,9 |
| Partito della Rifondazione Comunista | Progressisti                    | 10.508                             | 10,6    |      |
| Federazione dei Verdi                | Progressisti                    | 2.279                              | 2,3     |      |
| Partito Socialista Italiano          | Progressisti                    | 2.139                              | 2,2     |      |
| La Rete                              | Progressisti                    | 1.908                              | 1,9     |      |
| Alleanza Democratica                 | Progressisti                    | 1.185                              | 1,2     |      |
| ↳ Gesamt                             | Progressisti                    | 49.668                             | 50,0    |      |
|                                      | Polo delle Libertà              | Forza Italia                       | 16.697  | 16,8 |
| Lega Nord                            | Polo delle Libertà              | 2.661                              | 2,7     |      |
| ↳ Gesamt                             | Polo delle Libertà              | 19.358                             | 19,5    |      |
|                                      | Patto per l’Italia              | Partito Popolare Italiano          | 8.318   | 8,4  |
| Patto Segni                          | Patto per l’Italia              | 7.594                              | 7,7     |      |
| ↳ Gesamt                             | Patto per l’Italia              | 15.912                             | 16,0    |      |
|                                      | Alleanza Nazionale              | Alleanza Nazionale                 | 10.158  | 10,2 |
|                                      | Lista Marco Pannella            | Lista Marco Pannella               | 3.656   | 3,7  |
|                                      | Socialdemocrazia per le Libertà | Socialdemocrazia per le Libertà    | 401     | 0,4  |
|                                      | Insieme per lo Sviluppo         | Insieme per lo Sviluppo            | 108     | 0,1  |
| Gesamt                               | Gesamt                          | Gesamt                             | 99.261  | 100  |
|                                      |                                 |                                    |         |      |
| Ungültige Stimmen                    | Ungültige Stimmen               | Ungültige Stimmen                  | 5.511   | 5,3  |
| Wähler                               | Wähler                          | Wähler                             | 104.772 | 90,5 |
| Wahlberechtigte                      | Wahlberechtigte                 | Wahlberechtigte                    | 115.810 |      |
|                                      |                                 |                                    |         |      |
| Quelle: Innenministerium             |                                 |                                    |         |      |

#### Parlamentswahl 1996

##### Direktstimmen
| Kandidaten               | Kandidaten             | Parteien            | Stimmen | %    |
| ------------------------ | ---------------------- | ------------------- | ------- | ---- |
|                          | Renzo Innocentigewählt | L’Ulivo             | 56.089  | 59,7 |
|                          | Sergio Livi            | Polo per le Libertà | 33.654  | 35,8 |
|                          | Vitaliano Manetti      | Lega Nord           | 3.439   | 3,7  |
|                          | Alfredo De Angelis     | Partito Umanista    | 828     | 0,9  |
| Gesamt                   | Gesamt                 | Gesamt              | 94.010  | 100  |
|                          |                        |                     |         |      |
| Ungültige Stimmen        | Ungültige Stimmen      | Ungültige Stimmen   | 7.834   | 7,7  |
| Wähler                   | Wähler                 | Wähler              | 101.844 | 88,0 |
| Wahlberechtigte          | Wahlberechtigte        | Wahlberechtigte     | 115.669 |      |
|                          |                        |                     |         |      |
| Quelle: Innenministerium |                        |                     |         |      |

##### Listenstimmen
| Parteien                                          | Parteien                             | Parteien                             | Stimmen | %    |
| ------------------------------------------------- | ------------------------------------ | ------------------------------------ | ------- | ---- |
|                                                   | L’Ulivo                              | Partito Democratico della Sinistra   | 31.767  | 33,2 |
| Popolari per Prodi (PPI – SVP – PRI – UD – Prodi) | L’Ulivo                              | 5.621                                | 5,9     |      |
| Rinnovamento Italiano                             | L’Ulivo                              | 3.890                                | 4,1     |      |
| Federazione dei Verdi                             | L’Ulivo                              | 2.092                                | 2,2     |      |
| ↳ Gesamt                                          | L’Ulivo                              | 43.370                               | 45,3    |      |
|                                                   | Polo per le Libertà                  | Alleanza Nazionale                   | 14.457  | 15,1 |
| Forza Italia                                      | Polo per le Libertà                  | 14.110                               | 14,7    |      |
| CCD – CDU                                         | Polo per le Libertà                  | 4.798                                | 5,0     |      |
| ↳ Gesamt                                          | Polo per le Libertà                  | 33.365                               | 34,9    |      |
|                                                   | Partito della Rifondazione Comunista | Partito della Rifondazione Comunista | 12.488  | 13,0 |
|                                                   | Lega Nord                            | Lega Nord                            | 2.414   | 2,5  |
|                                                   | Lista Pannella – Sgarbi              | Lista Pannella – Sgarbi              | 2.087   | 2,2  |
|                                                   | Partito Socialista                   | Partito Socialista                   | 724     | 0,8  |
|                                                   | Fiamma Tricolore                     | Fiamma Tricolore                     | 597     | 0,6  |
|                                                   | Movimento Autonomista Toscano        | Movimento Autonomista Toscano        | 346     | 0,4  |
|                                                   | Mani Pulite                          | Mani Pulite                          | 182     | 0,2  |
|                                                   | Partito Umanista                     | Partito Umanista                     | 145     | 0,2  |
| Gesamt                                            | Gesamt                               | Gesamt                               | 95.718  | 100  |
|                                                   |                                      |                                      |         |      |
| Ungültige Stimmen                                 | Ungültige Stimmen                    | Ungültige Stimmen                    | 6.109   | 6,0  |
| Wähler                                            | Wähler                               | Wähler                               | 101.827 | 88,0 |
| Wahlberechtigte                                   | Wahlberechtigte                      | Wahlberechtigte                      | 115.669 |      |
|                                                   |                                      |                                      |         |      |
| Quelle: Innenministerium                          |                                      |                                      |         |      |

#### Parlamentswahl 2001

##### Direktstimmen
| Kandidaten               | Kandidaten             | Parteien           | Stimmen | %    |
| ------------------------ | ---------------------- | ------------------ | ------- | ---- |
|                          | Renzo Innocentigewählt | L’Ulivo            | 51.218  | 55,1 |
|                          | Monica Stefania Baldi  | Casa delle Libertà | 34.527  | 37,1 |
|                          | Giovan Carlo Iozzelli  | Democrazia Europea | 2.644   | 2,8  |
|                          | Angelino Balleri       | Lista Di Pietro    | 2.513   | 2,7  |
|                          | Giuliano Melani        | Lista Emma Bonino  | 2.120   | 2,3  |
| Gesamt                   | Gesamt                 | Gesamt             | 93.022  | 100  |
|                          |                        |                    |         |      |
| Ungültige Stimmen        | Ungültige Stimmen      | Ungültige Stimmen  | 5.833   | 5,9  |
| Wähler                   | Wähler                 | Wähler             | 98.855  | 86,4 |
| Wahlberechtigte          | Wahlberechtigte        | Wahlberechtigte    | 114.473 |      |
|                          |                        |                    |         |      |
| Quelle: Innenministerium |                        |                    |         |      |

##### Listenstimmen
| Parteien                               | Parteien                             | Parteien                             | Stimmen | %    |
| -------------------------------------- | ------------------------------------ | ------------------------------------ | ------- | ---- |
|                                        | L’Ulivo                              | Democratici di Sinistra              | 28.893  | 30,8 |
| La Margherita (Dem – PPI – RI – Udeur) | L’Ulivo                              | 11.518                               | 12,3    |      |
| Partito dei Comunisti Italiani         | L’Ulivo                              | 2.230                                | 2,4     |      |
| Il Girasole (FdV – SDI)                | L’Ulivo                              | 1.781                                | 1,9     |      |
| ↳ Gesamt                               | L’Ulivo                              | 44.422                               | 47,4    |      |
|                                        | Casa delle Libertà                   | Forza Italia                         | 21.026  | 22,4 |
| Alleanza Nazionale                     | Casa delle Libertà                   | 12.418                               | 13,2    |      |
| CCD – CDU                              | Casa delle Libertà                   | 2.312                                | 2,5     |      |
| Lega Nord                              | Casa delle Libertà                   | 787                                  | 0,8     |      |
| Nuovo PSI                              | Casa delle Libertà                   | 610                                  | 0,7     |      |
| ↳ Gesamt                               | Casa delle Libertà                   | 37.153                               | 39,6    |      |
|                                        | Partito della Rifondazione Comunista | Partito della Rifondazione Comunista | 6.153   | 6,6  |
|                                        | Lista Di Pietro                      | Lista Di Pietro                      | 2.416   | 2,6  |
|                                        | Lista Emma Bonino                    | Lista Emma Bonino                    | 2.056   | 2,2  |
|                                        | Democrazia Europea                   | Democrazia Europea                   | 1.243   | 1,3  |
|                                        | Comunismo                            | Comunismo                            | 292     | 0,3  |
|                                        | Abolizione Scorporo                  | Abolizione Scorporo                  | 49      | 0,1  |
| Gesamt                                 | Gesamt                               | Gesamt                               | 93.784  | 100  |
|                                        |                                      |                                      |         |      |
| Ungültige Stimmen                      | Ungültige Stimmen                    | Ungültige Stimmen                    | 5.081   | 5,1  |
| Wähler                                 | Wähler                               | Wähler                               | 98.865  | 86,4 |
| Wahlberechtigte                        | Wahlberechtigte                      | Wahlberechtigte                      | 114.473 |      |
|                                        |                                      |                                      |         |      |
| Quelle: Innenministerium               |                                      |                                      |         |      |

## Von 2017 bis 2020

### Wahlkreisgebiet
| Wahlkreise – Camera dei deputati – Toskana | Wahlkreise – Camera dei deputati – Toskana | Wahlkreise – Camera dei deputati – Toskana |
| Provinz                                    | Provinz                                    | Gemeinden nach Provinzen ⮞ Wahlkreis |
| ------------------------------------------ | ------------------------------------------ | --- |
|                                            | Metropolitanstadt Florenz (42 Gemeinden)   | Teil von Florenz ⮞ Wahlkreis Florenz – Novoli – Peretola Teil von Florenz ⮞ Wahlkreis Florenz – Scandicci 15 ⮞ Wahlkreis Empoli 19 ⮞ Wahlkreis Sesto Fiorentino 3 ⮞ Wahlkreis Poggibonsi |
|                                            | Provinz Arezzo (37 Gemeinden)              | 30 ⮞ Wahlkreis Arezzo 5 ⮞ Wahlkreis Siena 2 ⮞ Wahlkreis Sesto Fiorentino |
|                                            | Provinz Grosseto (28 Gemeinden)            | alle ⮞ Wahlkreis Grosseto |
|                                            | Provinz Livorno (20 Gemeinden)             | 11 ⮞ Wahlkreis Livorno 9 ⮞ Wahlkreis Grosseto |
|                                            | Provinz Lucca (33 Gemeinden)               | 26 ⮞ Wahlkreis Lucca 5 ⮞ Wahlkreis Massa 2 ⮞ Wahlkreis Pistoia |
|                                            | Provinz Massa-Carrara (17 Gemeinden)       | alle ⮞ Wahlkreis Massa |
|                                            | Provinz Pisa (37 Gemeinden)                | 12 ⮞ Wahlkreis Pisa 25 ⮞ Wahlkreis Poggibonsi |
|                                            | Provinz Pistoia (20 Gemeinden)             | 17 ⮞ Wahlkreis Pistoia 2 ⮞ Wahlkreis Prato 1 ⮞ Wahlkreis Empoli |
|                                            | Provinz Prato (7 Gemeinden)                | alle ⮞ Wahlkreis Prato |
|                                            | Provinz Siena (35 Gemeinden)               | 30 ⮞ Wahlkreis Siena 5 ⮞ Wahlkreis Poggibonsi |

Der Wahlkreis umfasste 19 Gemeinden:
- 17 Gemeinden der Provinz Pistoia (Abetone Cutigliano, Buggiano, Chiesina Uzzanese, Lamporecchio, Larciano, Marliana, Massa e Cozzile, Monsummano Terme, Montecatini Terme, Pescia, Pieve a Nievole, Pistoia, Ponte Buggianese, Sambuca Pistoiese, San Marcello Piteglio, Serravalle Pistoiese, Uzzano);
- 2 Gemeinden der Provinz Lucca (Altopascio und Montecarlo).

### Wahlergebnisse

#### Parlamentswahl 2018
| Kandidaten               | Kandidaten              | Stimmen | %    | Listen                         | Stimmen | %    |
| ------------------------ | ----------------------- | ------- | ---- | ------------------------------ | ------- | ---- |
|                          | Maurizio Carraragewählt | 54.552  | 37,3 | Lega                           | 28.517  | 19,5 |
| Forza Italia             | Maurizio Carraragewählt | 54.552  | 37,3 | 17.959                         | 12,3    |      |
| Fratelli d’Italia        | Maurizio Carraragewählt | 54.552  | 37,3 | 7.197                          | 4,9     |      |
| Noi con l’Italia – UDC   | Maurizio Carraragewählt | 54.552  | 37,3 | 879                            | 0,6     |      |
|                          | Edoardo Fanucci         | 45.697  | 31,2 | Partito Democratico            | 40.938  | 28,0 |
| +Europa                  | Edoardo Fanucci         | 45.697  | 31,2 | 3.446                          | 2,4     |      |
| Italia Europa Insieme    | Edoardo Fanucci         | 45.697  | 31,2 | 853                            | 0,6     |      |
| Civica Popolare          | Edoardo Fanucci         | 45.697  | 31,2 | 460                            | 0,3     |      |
|                          | Sandra Magnani          | 34.624  | 23,7 | Movimento 5 Stelle             | 34.624  | 23,7 |
|                          | Arianna Benigni         | 5.012   | 3,4  | Liberi e Uguali                | 5.012   | 3,4  |
|                          | Giulia Migliorini       | 1.864   | 1,3  | CasaPound Italia               | 1.864   | 1,3  |
|                          | Giulia Ponti            | 1.790   | 1,2  | Potere al Popolo!              | 1.790   | 1,2  |
|                          | Roberto Bardi           | 1.546   | 1,1  | Partito Comunista              | 1.546   | 1,1  |
|                          | Anna Del Guerra         | 680     | 0,5  | Il Popolo della Famiglia       | 680     | 0,5  |
|                          | Maria Grazia Sansarello | 619     | 0,4  | Italia agli Italiani (FT – FN) | 619     | 0,4  |
| Gesamt                   | Gesamt                  | 146.384 | 100  |                                | 146.384 | 100  |
|                          |                         |         |      |                                |         |      |
| Ungültige Stimmen        | Ungültige Stimmen       | 4.977   | 3,3  |                                |         |      |
| Wähler                   | Wähler                  | 151.361 | 76,6 |                                |         |      |
| Wahlberechtigte          | Wahlberechtigte         | 197.715 |      |                                |         |      |
|                          |                         |         |      |                                |         |      |
| Quelle: Innenministerium |                         |         |      |                                |         |      |